# 山田義塾
山田義塾（やまだぎじゅく）は、かつて存在した学習塾チェーン。2008年2月中学受験専門塾として、再びさいたま市大宮区に開校したが、2011年2月10日に無期限閉校した。塾長は山田圭佑。

## 概要
開成高等学校から早稲田大学法学部に進学した山田圭佑が大学生時代の1966年に埼玉県大宮市（現・さいたま市大宮区）高鼻町に創設。近所の人たちから、子供たちの受検指導を依頼されたことがきっかけだった。1975年以降、埼玉県下に教室を相次いで開設して1980年代に埼玉県を中心に展開し、1982年から志賀高原での大規模な夏期合宿を毎年開催。1987年に四谷大塚と準拠塾契約、同年に同業だった武久鴻志会、千葉県の千葉山手学院、京沼学院を買収し千葉県に初進出、1989年6月23日に東大セミナーを買収、後に群馬県、栃木県にも進出して北関東有数の学習塾に成長した。一方で1985年には幼児からの子供を対象にした早期英才教育機関「ガウス教室」を開設、1987年には開成中学校受験志望者を対象にした同中学入試専門教室を同中学所在地の東京都荒川区西日暮里に開設。1994年当時には全部で51教室、塾生総数約23,000名を数えた。
塾のシンボルマークにあしらわれていたのは鷲で、これは塾としての座右の銘であり、「我々にはひな鷲である子供たちを慈しんで育て、天高く飛翔させる責任がある」という塾長・山田の考えからである。
1989年には茨城県鹿嶋市に鹿島学園高等学校を開校。塾の方式を公教育に持ち込み、地方の進学校を目指した。
しかし1990年代に入ってバブル崩壊と少子化の煽りで山田義塾の経営が悪化、取締役と講師の一部が一斉に退職して新塾を設立する、といった内紛もあり、1995年頃に解散を余儀なくされ、当時の塾長だった山田圭佑は塾業界から撤退。それから13年後、公立中高一貫校の増加や「ゆとり教育」に端を発する地元の公立校離れから私立中学校への進学志向が高まっている現状を受けて、2008年の2月1日に小学生を対象とした中学受験専門塾をさいたま市大宮区で開校したが、2011年2月10日に突然閉校し、3月25日に運営元の株式会社大宮教育研究所は解散した。

## 特徴
中学・高校入試主体で、私立校に志向を置いた指導。生徒全員の反応を見ながら進める授業を行っていた。
20年以上の経験を積んだベテラン教師の指導。
- 少人数クラス（算・国15名以内）で学力にあった個別対応指導の実施している[15]。
- 子どもの理解力を深めるために他の塾に比べて多くの時間を使った授業をおこなっている[15]。
- 指導方法もそれぞれのお子さんに合った教え方をするなど、きめ細かい授業を心がけている[15]。
- 子どもの学力が伸び悩んでいる、伸び悩んでいる場合には、無料で補習授業を行い、一人ひとりの子どもへのケアをしっかりとやっている[15]。
- 「子どもの輝く将来に悪影響があってはいけない」という考えから、家計の負担にならない料金設定にしている。
- 大宮地区では初の「四谷大塚NET」を導入。

「すべては子供の利益のために」をスローガンに塾戒を提唱。
一、 保護者様に耳が痛いことでも子どものためになると思えば敢えて言う！
一、 安易に褒めない、子供の本当にいいところを褒める！
一、 甘やかさない、でも、子供が本当につらいときは傍にいて話を聞いてあげる！
一、 マナーや礼儀についても教える！